# 電子手帳

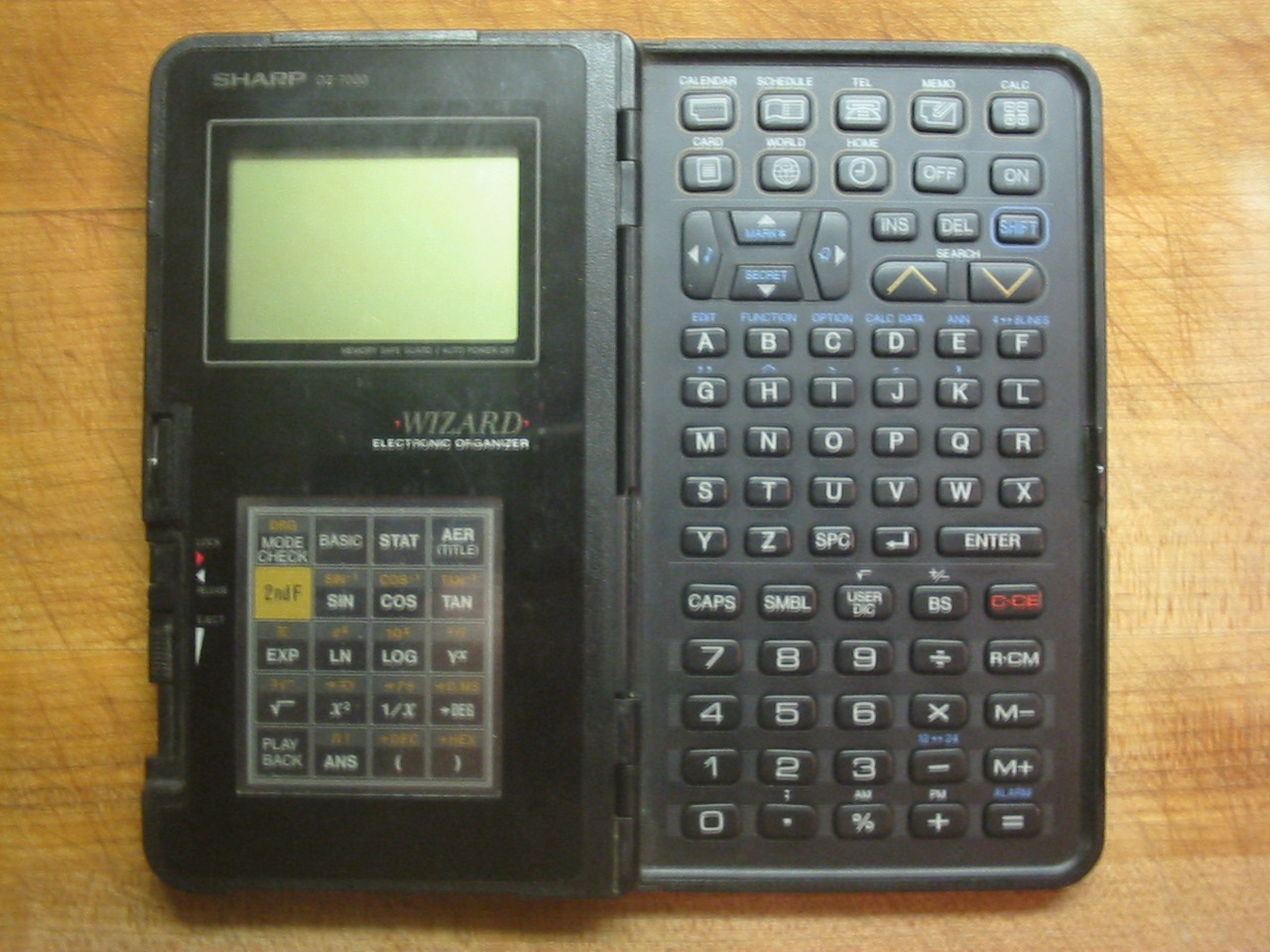
シャープOZ-7000
欧米で発売された機種で、カード交換により様々な機能を利用できた。電卓やスケジューラー、住所録などの機能は後の携帯情報端末と同様だが、記憶容量はそれほど大きくなかった

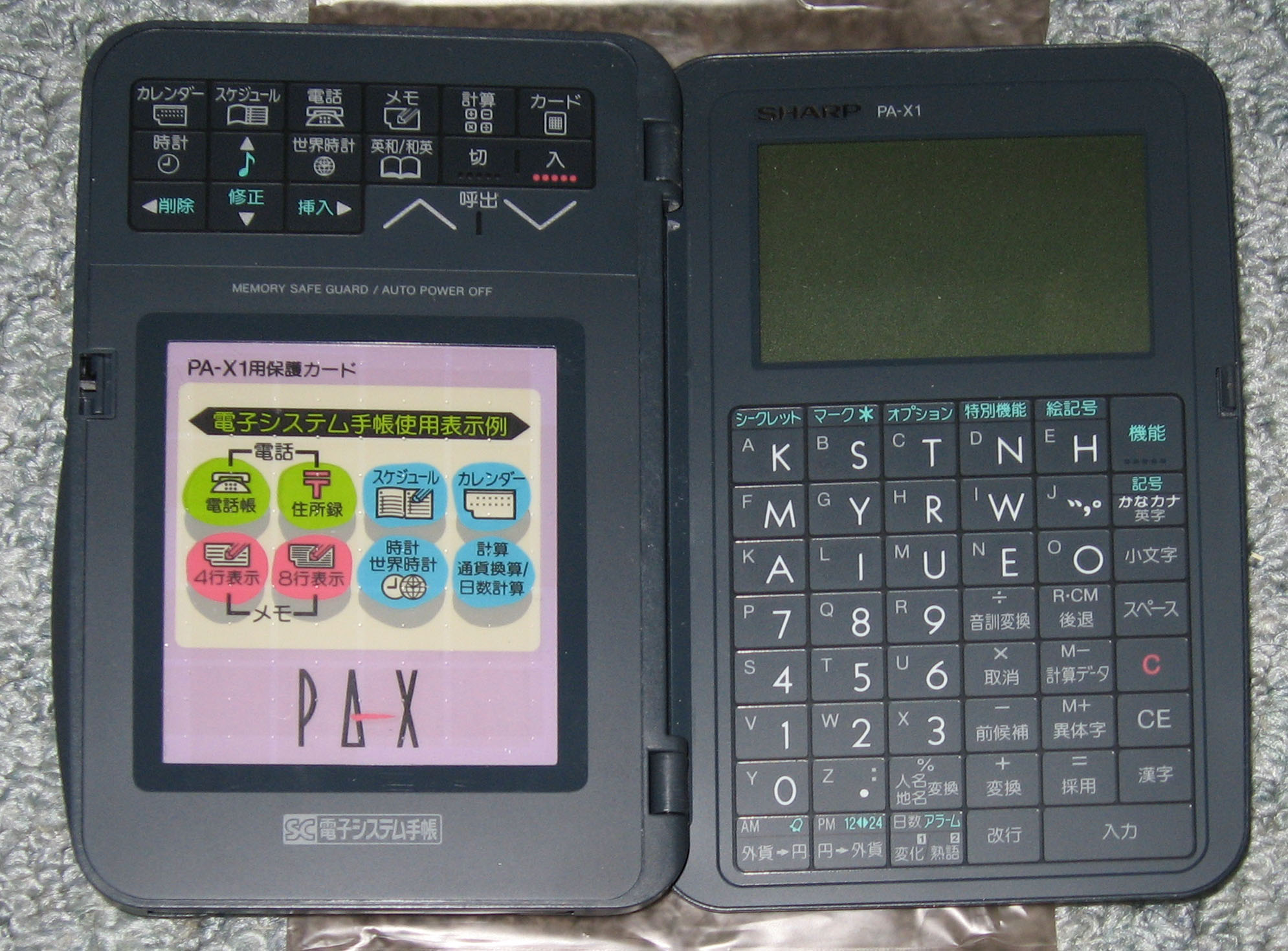
シャープPA-X1
記憶容量は32KB。ICカード交換によりゲームや辞書など各種アプリケーションが使用できた。

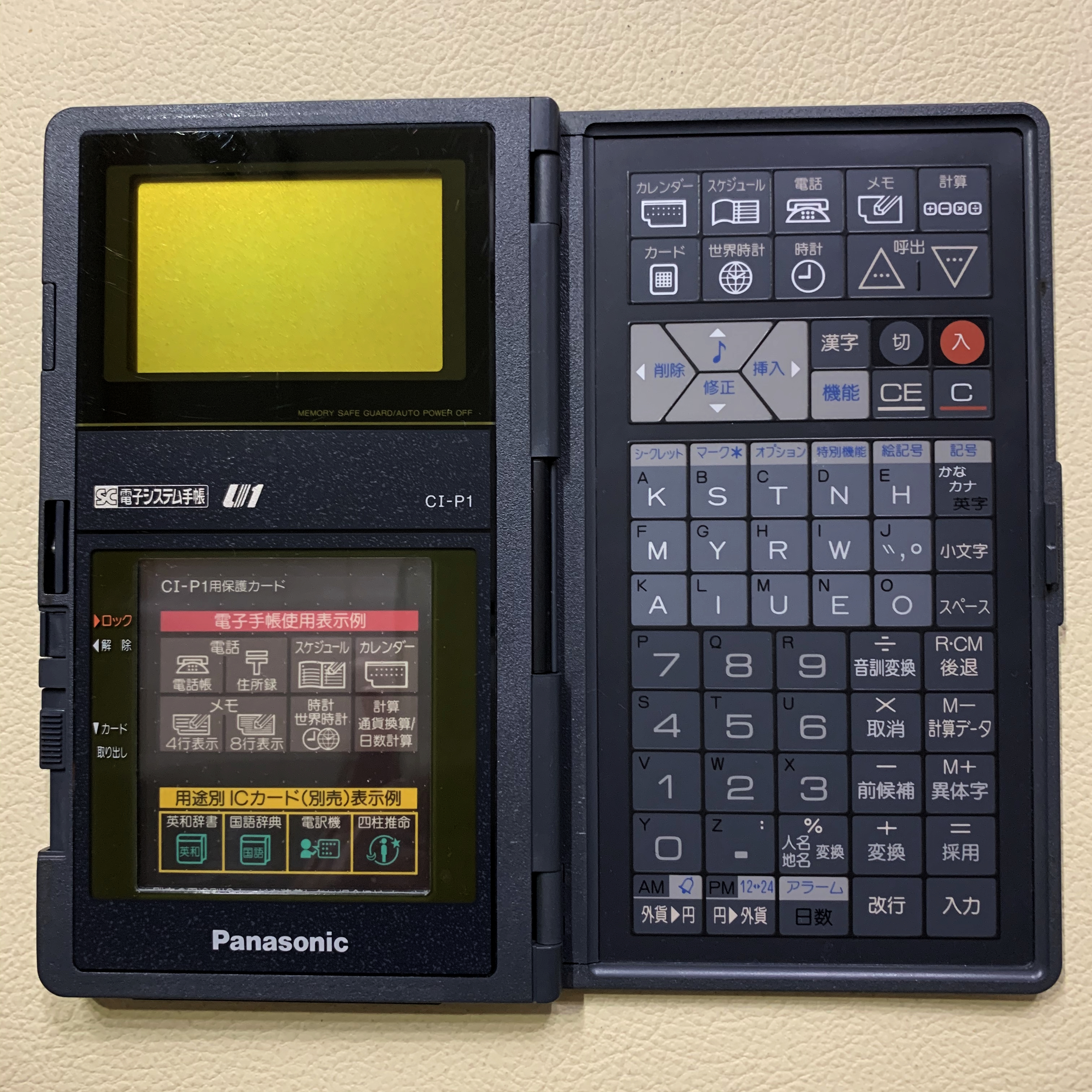
Panasonic CI-P1
(SHARP PA-8800互換機)
記憶容量32KB。ICカード交換で記憶容量の増設や各種アプリケーションが利用可能。

電子手帳（でんしてちょう）とは、筆記具で記入し管理する手帳の持つ機能を、専用に設計された電子機器で代用し機能的な付加価値を付けた製品。英語では Electronic organizer と称する。
1980年代から1990年代に掛けて盛んにビジネスマン向けの製品が発売されたが、2000年代の時点では児童向け玩具を主体に、低価格で低機能な製品が生き残っている。

## 概要
携帯情報端末（PDA）が広まる前の過渡期的に市場に出回ったが、他の情報機器（パソコンやほかの電子手帳）との通信機能がなく連動性に欠け、データのバックアップに対応していないか、手順が面倒であった。そのため落下・衝突や浸水（雨や汗）といった事故によって、入力したデータを全損する危険があった。さらに、内蔵電池が存在しない初期の電子手帳だと、電池交換の手順を誤った場合にデータが全損することもあった。
こういった問題によって、パソコンとの連携を主眼に入れた携帯情報端末や、電話番号の選択から発信までを一連の操作で行える携帯電話に市場を奪われ、その大半が姿を消した。ただし、その後も価格が安い事もあり、主に大人ごっこがしたい児童層向けの電子手帳市場（玩具）などは一定の範囲内で人気がある。

## 歴史的経緯
人間の記憶を補助する方法として、紙と鉛筆またはペンといった筆記用具は携帯性に優れ、また紙質如何では非常に長持ちする記録媒体として活用されてきた。しかし記録情報が増大してくると、目的の情報を検索する事が難しくなるという欠点があった。特に逐次的に記録することの多い手帳にあっては、ある程度、意識的に整理しつつ書かないと、時間が経過して新しい情報に埋もれ、メモを取る行為自体が無意味になってしまう（情報の散逸）ため、人間自身に代わって、情報を整理する装置のニーズがあった。

### 登場
この欲求に日本の電卓メーカーが1980年代半ばに出した回答の一つが、電子手帳である。1983年にカシオ計算機が、1984年にシャープが相次いで発売、当初は住所録として、電話番号と名前を（カタカナ）で入力、あとはLSI回路とプログラムが50音で自動的にソートしてくれるというものだった。1980年代末には、かな入力・漢字変換可能な機種が一般的となった。

### 発展
後に高機能化が進み、時計を内蔵して予定時間になったらアラームを鳴らすスケジューラーが標準的な機能になった他、外部メモリーや機能カードを追加・交換する事で、電子辞書機能やゲーム（ビジネスマンが移動時に閑を潰すための物で、リバーシや囲碁・パズルが提供された）・鉄道乗換え案内といった機能を利用する事ができた。
1990年代初頭には、この付加機能による高機能化は一層激しさを増し、様々な利便性を追加できる機種が一般的となった。この追加機能という思想は、本体の小型化に伴い記憶容量が数キロバイト～数十キロバイトと限られるため、追加機能用のROMを無制限に追加して行くと、小型軽量のメリットが損なわれたり、他の機能が犠牲となる事に由来する。

### 市場変化
登場当初から1990年代初頭に到るまでの電子手帳は、ボタンや薄型のフィルムスイッチ（今日でも薄型電卓に見られる、凹凸の無い印刷面を押すと、ほんの僅かに凹んで入力できるもの）が大半であった。高機能化が進む段階で、タッチパネルによる物がキヤノン（1989年・AIノート・A4大学ノートを3～4冊重ねたサイズ）やソニー（1990年～1993年・PalmTop・現在のA5サブノートパソコンを1.5倍程した厚さ）から発売されたが、当時の技術的な限界から、手帳と呼ぶにはあまりに大き過ぎ、高機能化の限界による市場飽和状態に陥った。
一方、旧来から紙の手帳を出していた製紙業界から、自由にページを差し替えて長く使えるシステム手帳が相次いで発売され、次第にそちらへと消費者の嗜好が移行し、電子手帳派とシステム手帳派に分断される事となった。なお現在システム手帳と呼ばれる製品の原型は、1920年にイギリスで発売された6穴バインダー手帳であるが、日本では1980年代後半から次第に勢力を伸ばし、1990年代半ばにはファッショナブルであるとして、下は中高生から上は企業経営者に到るまで幅広く普及した。

### 衰退
1990年代後半から高機能化し始めたパソコンが、オフィスから一般家庭へと浸透を始め、次第にパソコンとの連携を求めるユーザーも増えてきた事、そしてほとんどのメーカーがパソコンとの連携ケーブルやソフトに電子手帳本体並みの価格をつけていた事、海外メーカーの携帯情報端末がパソコンとの連携ケーブルを同梱していた事などにより、次第に消費者の嗜好が携帯情報端末へと移り、これに追従したシャープが自社電子手帳のザウルスをPDA化、他社は電子手帳事業を縮小させ、電子辞書や電子翻訳機へとその主流を向けた。